# Chester Arthur
Chester Alan Arthur (ur. 5 października 1829 albo 1830 w Fairfield albo w Waterville, zm. 18 listopada 1886 w Nowym Jorku) – amerykański prawnik i wojskowy, 21. prezydent USA.

## Młodość i edukacja
Chester Arthur urodził się 5 października 1829 albo 1830 roku, jako syn Williama Arthura i jego żony Malviny. Z powodu braku pełnych danych biograficznych, nie ma pewności gdzie się urodził – najczęściej historycy podają dwie miejscowości: Fairfield albo Waterville. We wczesnych latach życia Chestera, jego rodzina często się przeprowadzała, by około 1838 roku osiąść w Union Village. Tam przyszły prezydent uczęszczał do szkoły, a następnie wstąpił do Union College, który ukończył w 1848 roku. Przez następne pięć lat pracował jako nauczyciel, jednocześnie studiując nauki prawne. Prawo do prowadzenia własnej praktyki uzyskał w 1854 i został prawnikiem w Nowym Jorku.

## Kariera polityczna
Pracując jako prawnik interesował się polityką – sympatyzował z Partią Wigów, a następnie z Partią Republikańską. Dzięki jego zaangażowaniu w elekcji Edwina Morgana na stanowisko gubernatora Nowego Jorku, Arthur został mianowany generałem brygady w milicji stanowej. W 1862 został kwatermistrzem nowojorskich żołnierzy, a w uznaniu dla jego sprawnych działań, został mianowany kwatermistrzem całego stanu Nowy Jork. Pod koniec wojny secesyjnej powrócił do praktyki prawniczej w Nowym Jorku.
W 1866 przystąpił do konserwatywnego skrzydła Partii Republikańskiej, której przewodził Roscoe Conkling. Od jesieni 1871 do lata 1878 pracował jako poborca ceł w Nowym Jorku. Za czasów prezydentury Rutherforda Hayesa wykryto nadużycia w tym miejscu i prezydent nakazał by nie łączyć funkcji państwowych z angażowaniem się w działalność partii politycznych. Kiedy Arthur i jego zastępca odmówili podporządkowania się tej decyzji, Hayes zwolnił ich obu, wobec czego przyszły prezydent powrócił do zawodu prawnika.
Podczas konwencji republikanów przed wyborami w 1880 roku, nominację prezydencką uzyskał kandydat radykalnego skrzydła, James Garfield. Aby zjednoczyć podzieloną partię, stanowisko wiceprezydenta zaproponował Arthurowi. Wbrew stanowisku Concklinga, ten postanowił przyjąć nominację. Pełniąc urząd wiceprezydenta, w większości zgadzał się z linią programową Garfielda, jednak nominacja Williama Robertsona na poborcę ceł w Nowym Jorku spowodowała, że Arthur przestał być lojalny wobec prezydenta. 2 lipca 1881 roku Charles J. Guiteau dokonał zamachu na Garfielda, przez co Arthur był przekonany, że w ciągu kilku godzin lub dni będzie musiał objąć najwyższy urząd w państwie. 19 września o północy otrzymał informację, że prezydent zmarł i niespełna dwie godziny później złożył przysięgę prezydencką, w obecności sędziego Sądu Najwyższego stanu Nowy Jork Johna Brady’ego. Uroczystą przysięgę złożył trzy dni później przed prezesem Sądu Najwyższego w Waszyngtonie. Przez te trzy dni Arthur nie ustępował jednocześnie z fotela przewodniczącego Senatu, co gwarantowała mu Konstytucja, mówiąca że wiceprezydent jest jednocześnie przewodniczącym Izby Wyższej.

## Prezydentura
Tuż po objęciu urzędu, Arthur zmienił skład całego swojego gabinetu, pozostawiając jedynie Roberta Lincolna na stanowisku sekretarza wojny. Trwał wówczas proces zabójcy Garfielda, który identyfikował się ze stronnictwem nowego prezydenta. Mimo iż Guiteau uważał, że dokonał zamachu w interesie Arthura, został skazany na śmierć przez powieszenie. Wyrok wykonano 30 czerwca 1882 roku.
Skandal w Departamencie Poczty, ujawniony jeszcze za prezydentury Garfielda, doprowadził do postawienia przed sądem wysokich urzędników. Jednak jedynie najniżsi rangą, spośród nich, zostali skazani i to za względnie niegroźne przestępstwa. Między innymi ta sytuacja doprowadziła do reformy służby publicznej, która dokonała się dzięki tzw. ustawie Pendletona, podpisanej przez Arthura na początku 1883 roku. Ustawa powoływała Komisję Służby Cywilnej, która miała nadzorować 10% pracowników administracji, sprawdzać kompetencje kandydatów do stanowisk państwowych i karać za nadużycia.
W czasach jego prezydentury, rząd miał nadwyżki w budżecie w kwocie około 80-100 milionów dolarów. Arthur planował wydatkować je na obniżenie podatków, jednak Kongres odrzucił ten projekt. Wobec tego prezydent chciał zmniejszenia podatków, jednak Kongres uchwalił wniosek o spożytkowanie nadwyżki na modernizację portów.
W 1883 roku Arthur nakazał rozbudowę floty wojennej, która została ukończona w 1887. Entuzjaści tego pomysłu domagali się jednak dalszej rozbudowy. Rok po inicjatywie prezydenta została powołana Akademia Marynarki Wojennej.
Na okres kadencji Arthura, przypadło również zainteresowanie kolonizacją Afryki. Podobne nastroje panowały w krajach europejskich, zwłaszcza w Belgii, gdzie król Leopold II powołał Międzynarodowe Towarzystwo Afrykańskie, które zajmowało się kolonizacją Konga i zawierało umowy handlowe z miejscowymi wodzami plemiennymi. Pomimo sprzeciwu Francji, Wielkiej Brytanii, Prus i Portugalii, Stany Zjednoczone uznawały działalność Towarzystwa, gdyż Arthur uważał, że zabezpieczy to interesy USA. Takie działanie doprowadziło do akceptacji Towarzystwa również przez kraje europejskie, jednak obawiano się, że Kongo zostanie zawłaszczone głównie przez Stany Zjednoczone. Obawy te głównie artykułował Otto von Bismarck, dlatego zwołał on specjalną konferencję w Berlinie 15 sierpnia 1884 roku. USA były reprezentowane przez posła w Berlinie, Johna Kissona, a także Henry’ego Stanforda i W. Tisdale’a. Uczestnicy konferencji uznali, że na terenie Konga można swobodnie żeglować i handlować, zakazany jest handel czarnymi niewolnikami oraz ustalono zasady przyszłej kolonizacji. Pomimo że Kisson podpisał dokument końcowy, rząd amerykański nigdy go nie ratyfikował.
Ponieważ Arthur starał się uzyskać poparcie od obu frakcji Partii Republikańskiej, żadna z nich mu go nie udzieliła. Mimo tego, ubiegał się o nominację prezydencką w wyborach w roku 1884. Delegaci na konwencji w Chicago, na początku czerwca, wybrali w czwartym głosowaniu sekretarza stanu w gabinecie Arthura – Jamesa Blaine’a. Wybory wygrał jednak demokrata – Grover Cleveland.

## Emerytura i śmierć
Po ustąpieniu z fotela prezydenckiego, Arthur usiłował powrócić do polityki poprzez wybór do Senatu w 1885 roku. Przegrał jednak wybory i powrócił do Nowego Jorku z zamiarem kontynuowania praktyki prawniczej. Nie udało mu się to, gdyż stan jego zdrowia znacznie się pogorszył. Chester Arthur zmarł 18 listopada 1886 roku w Nowym Jorku.

## Życie prywatne
Chester Arthur poślubił córkę oficera marynarki wojennej, Ellen Lewis Herndon 25 października 1859 roku. Para miała troje dzieci. Ellen Arthur zmarła 12 stycznia 1880 roku, czyli ponad rok przed objęciem urzędu prezydenta przez jej męża. Rolę pierwszej damy pełniła siostra prezydenta, Mary McElroy.